# Zakład Karny we Włocławku
Zakład Karny we Włocławku jest jednostką penitencjarną typu zamkniętego przeznaczoną dla osadzonych mężczyzn odbywających karę po raz pierwszy, z oddziałami:
1. aresztu śledczego,
2. zakładu karnego typu zamkniętego dla młodocianych,
3. zakładu karnego typu półotwartego dla odbywających karę po raz pierwszy,
4. zakładu karnego typu półotwartego dla młodocianych.

Ustalona pojemność zakładu karnego we Włocławku to 1226 miejsc. W jednostce funkcjonuje także oddział dla osadzonych wymagających osadzenia w wyznaczonym oddziale lub celi aresztu śledczego lub zakładu karnego, w warunkach zapewniających wzmożoną ochronę społeczeństwa i bezpieczeństwa aresztu lub zakładu oraz oddział terapeutyczny dla osadzonych uzależnionych od środków odurzających lub substancji psychotropowych.

## Historia Zakładu
Zakład Karny we Włocławku ma krótki, bo okupacyjny rodowód. W Mielęcinie koło Włocławka zbudowany został obóz przeznaczony dla jeńców wojennych. Po wyzwoleniu w ocalałych barakach kierownictwo Resortu Bezpieczeństwa Publicznego umieściło jeńców wojennych, a także osoby narodowości niemieckiej i kolaborantów. Po repatriacji więźniów narodowości niemieckiej oraz amnestii zmieniła się populacja i przeznaczenie obozu. Osadzono w nim osoby skazane za przestępstwa kryminalne. Obóz pracy w Mielęcinie, podobnie jak całe polskie więziennictwo, zmienił swój charakter z chwilą podporządkowania go Ministerstwu Sprawiedliwości. Wprowadzono pierwszy po wojnie regulamin więzienny, a Straż Więzienna przemianowana została na Służbę Więzienną.
W 1956 roku Obóz Pracy przekształcony został na Więzienie Karne w Mielęcinie dla więźniów obojga płci. W 1958 roku rozpoczęto nauczanie więźniów w zakresie szkoły podstawowej. Tak powstała szkoła, która istnieje w strukturze jako Centrum Kształcenia Ustawicznego nr 2 we Włocławku.
W latach sześćdziesiątych rozpoczęto przebudowę Mielęcina – w miejsce drewnianych baraków wybudowano pawilony mieszkalne oraz infrastrukturę w większości istniejącą do chwili obecnej. Zmieniony został także „profil” więzienia, które zostało przeznaczone dla skazanych mężczyzn: młodocianych i dorosłych odbywających karę po raz pierwszy.
Na przełomie 1961–1962 roku utworzony został Ośrodek Szkolenia Więźniów przy Zakładzie Karnym w Mielęcinie, w którego ramach powołano Szkołę Rzemiosł Budowlanych. Rozpoczęto nauczanie zawodu betoniarz-zbrojarz oraz szkolenia na kursach przyuczających do zawodu. W roku szkolnym 1965–1966 powołano Zasadniczą Szkołę Zawodową oraz warsztaty szkolne. Znowelizowanie w latach 60. kodeksu karnego wykonawczego i tymczasowego regulaminu wykonania kary pozbawienia wolności ustaliło kształt i metody pracy resocjalizacyjnej. Lata siedemdziesiąte i osiemdziesiąte to okres intensywnej budowy i jednocześnie modernizacji zakładu. W tym też okresie na terenie zakładu zostały rozbudowane dwa przedsiębiorstwa zatrudniające skazanych, branży budowlanej i mechanicznej. W roku 1979 Mielęcin został dzielnicą Włocławka, co spowodowało automatycznie zmianę nazwy jednostki na Zakład Karny we Włocławku.

## Czasy współczesne
W dniu 28 stycznia 2009 roku w ramach rządowego programu pozyskania 17 tysięcy miejsc oddano do użytku nowy pawilon mieszkalny przeznaczony dla 258 osadzonych.